# 김석진 (1847년)
김석진(金奭鎭, 1843년 ~ 1910년)은 조선 말기의 문신이다. 본관은 신 안동 김씨이다.

## 생애
1843년에 태어났다. 어릴 때부터 학문을 익혔다. 그리고 1860년 문과에 급제하여 벼슬길에 나아갔다.
1876년(고종 13) 성균관 대사성, 1890년(고종 27) 형조판서, 1896년(고종 33) 궁내부 특진관, 1898년(고종 35) 비서원 경, 1899년(고종 36) 궁내부 특진관, 장례원 경, 1900년(고종 37) 궁내부 특진관, 귀족원 경, 지돈녕원사, 1901년(고종 38) 장례원 경, 궁내부 특진관, 1903년(고종 40) 판돈녕원사, 궁내부 특진관, 1904년(고종 41) 혼전 향관, 1905년(고종 42) 판돈녕사사를 지냈다. 
1906년(43) 을사오적을 규탄하고 의효전 향관의 면직을 상소하였으나 윤허되지 않았다.
1910년 한일합병 후 일본이 조선귀족 남작 작위를 수여하자 이를 거부하고 며칠 후 독약을 먹고 자결하였다.

## 사후
1962년 건국훈장이 추서되었다.

## 가족 관계
- 양고조부 : 김학순(金學淳)
  - 양증조부 : 김연근(金淵根)
    - 양할아버지 : 김병주(金炳疇)
      - 양아버지 : 김도균(金道均)
      - 양어머니 : 정해상(鄭海尙)의 딸
        - 부인 : 윤치보(尹致輔)의 딸
          - 아들 : 김영한(金甯漢) - 생부 김홍진(金鴻鎭)
          - 자부 : 박가양(朴嘉陽)의 딸

      - 친아버지 : 김낙균(金樂均)
        - 동생 : 김덕진(金悳鎭)